# 오각프리즘

오각프리즘

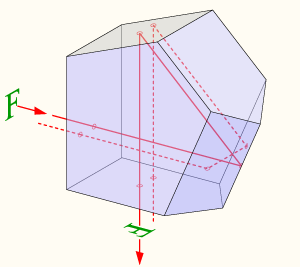
루프 펜타프리즘. 위의 오각프리즘과 달리 루프 영역에서 점선처럼 화상이 굴절되며, 그 결과 눈에 보이는 화상의 좌우가 바뀐다.

오각프리즘(Pentaprism)은 다섯 면을 갖는 반사 프리즘이며 빛을 90°로 굴절 시키는데 사용된다. 빛은 프리즘 내부에서 두번 반사되며, 보통의 우각(right-angle) 프리즘은 빛을 좌우 뒤집힘 없이 통과시킨다.
오각프리즘에 입사된 빛의 입사각이 임계각(critical angle), 전반사를 일으킬 수 있는 최소각, 보다 작기 때문에, 내부 전반사(內部全反射, total internal reflection)를 일으키지 않는다. 따라서 두 면을 거울 표면처럼 코팅하여 빛을 반사시킬 수 있도록 하며, 그 반대편의 두 투과면은 난반사(혹은 원치 않는 반사)를 줄이기 위해서 주로 반사방지 코팅을 한다. 프리즘의 다섯 번째 면은 광학적으로 사용되지 않지만, 두 반사면의 반사를 방해하지 않도록 적당한 각도로 절단한다.
루프 펜타프리즘은 이러한 프리즘의 일종인데 보통 일안 반사식 카메라의 뷰파인더용으로 사용된다. 뷰파인더 용으로 사용될 경우 카메라 내부에서 화상은 거울에 의해 반사되어 프리즘에 입사 되는데 거울로 인해 좌우가 바뀐채 입사된다. 따라서 프리즘에서 화상의 좌우를 다시 바꿔줘야 한다. 이를 위해서 오각프리즘의 반사면 하나를 직각으로 맞닿는 두 반사면으로 이뤄진 (루프)로 교체한 것이 루프 펜타프리즘이다.

## 같이 보기
- 디지털 일안 반사식 카메라